# Collodi (Pistoia)
Collodi is een frazione in de gemeente Pescia, provincie Pistoia, in Toscane, Italië.
Collodi is voor al bekend vanwege de Villa Garzoni. Daarnaast is in Collodi het Pinokkio-park (Parco di Pinocchio) gevestigd. Daar bevinden zich gebeeldhouwde taferelen uit het verhaal van Pinokkio. Hoewel de plaats al vanaf de 12e eeuw bekend is, is deze voornamelijk bekend geworden door Carlo Lorenzini, auteur van Pinokkio. Zijn moeder was afkomstig uit Collodi en hij besloot daarom zich Carlo Collodi te noemen. 

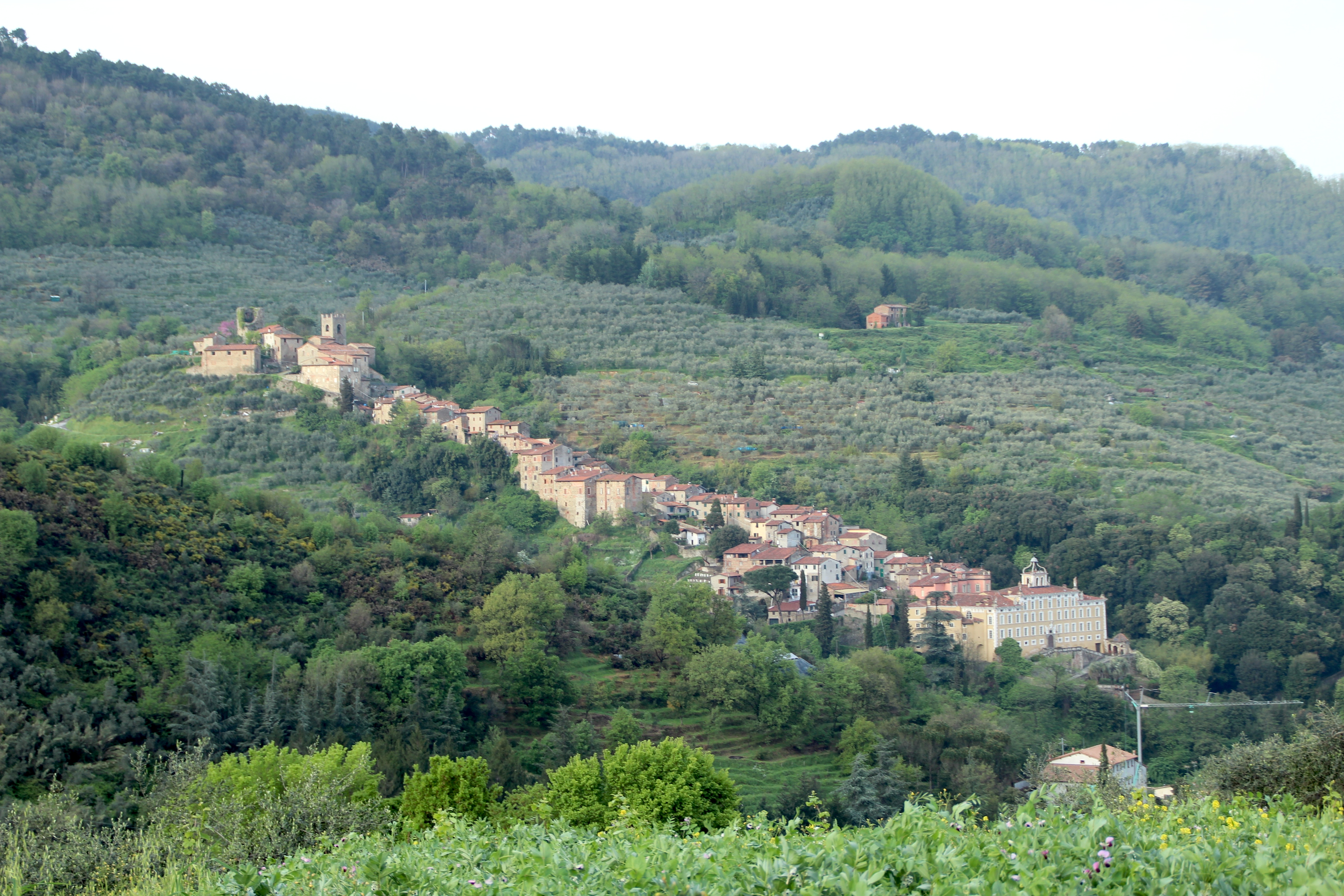
Gezicht op Collodi
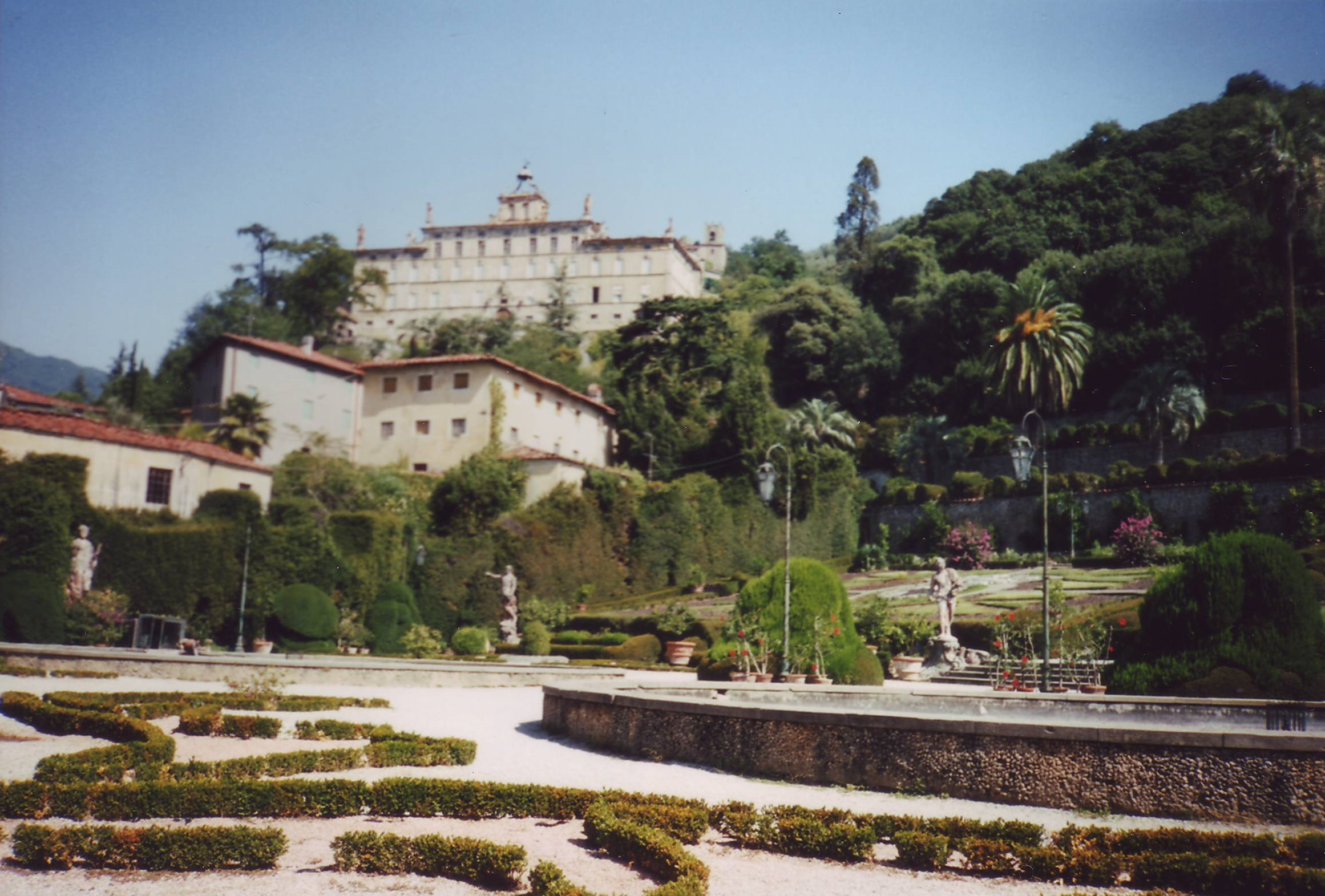
Villa Garzoni
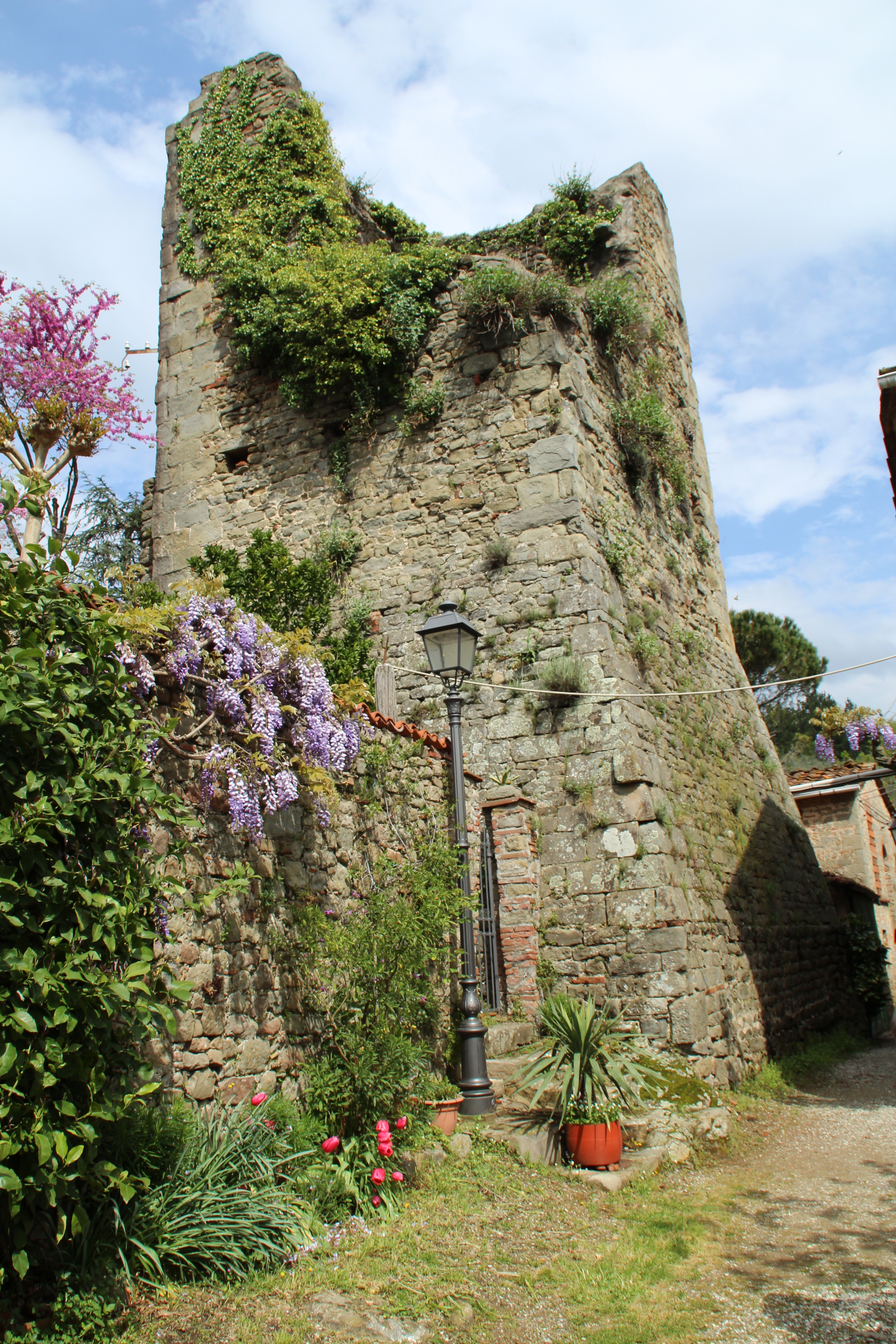
Ruïne van een verdedigingstoren
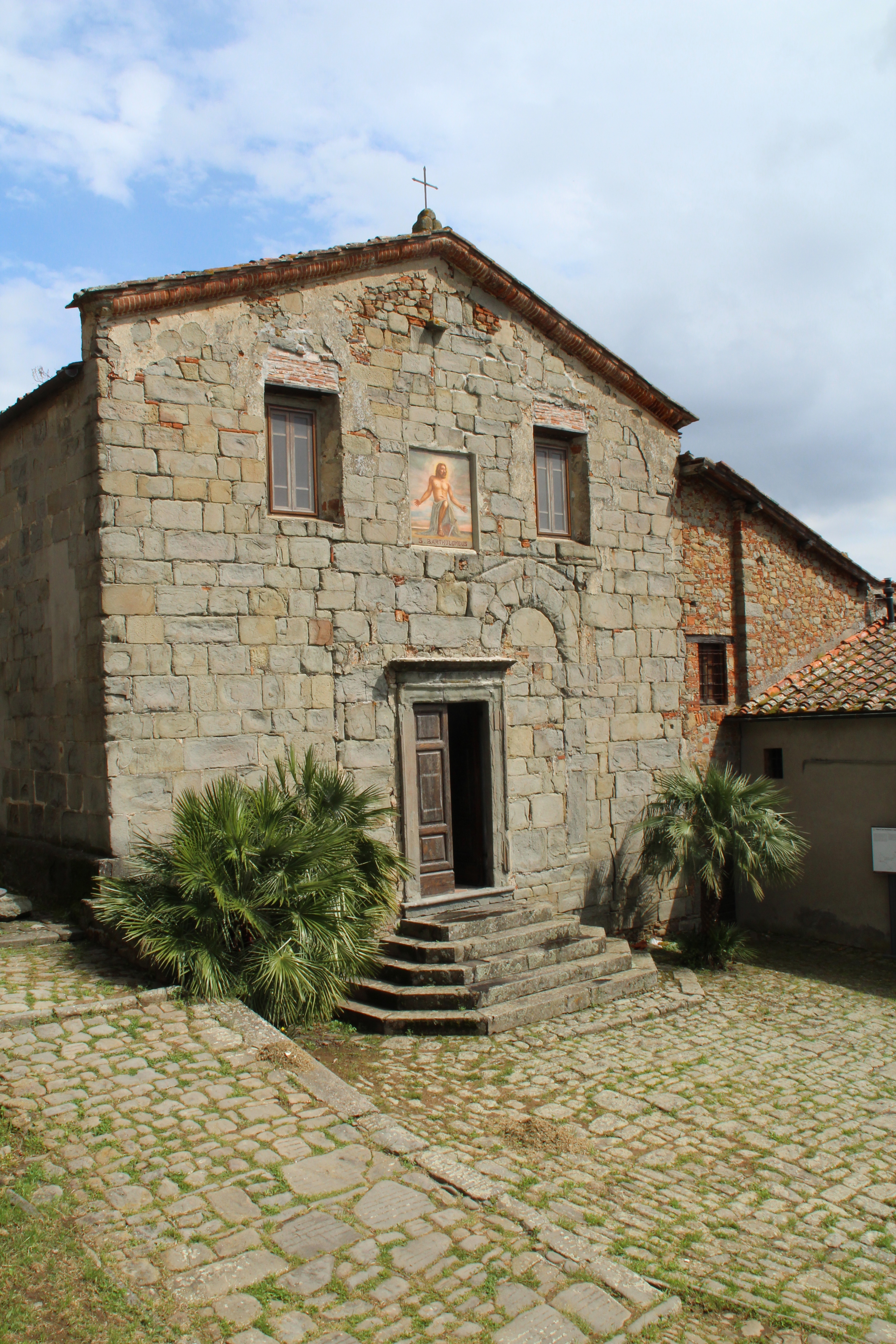
Kapel San Bartolomeo
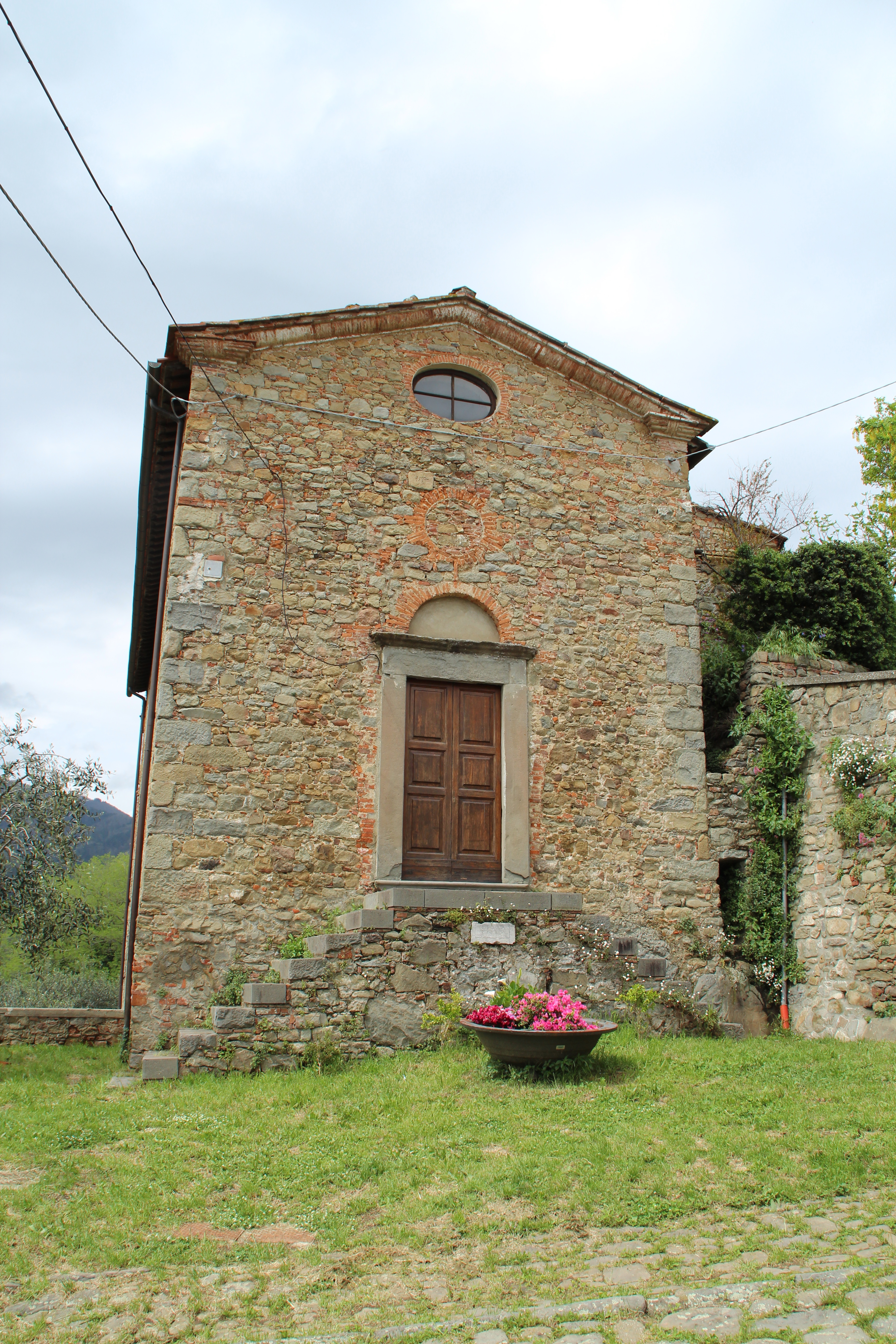
Kapel uit de 13e eeuw
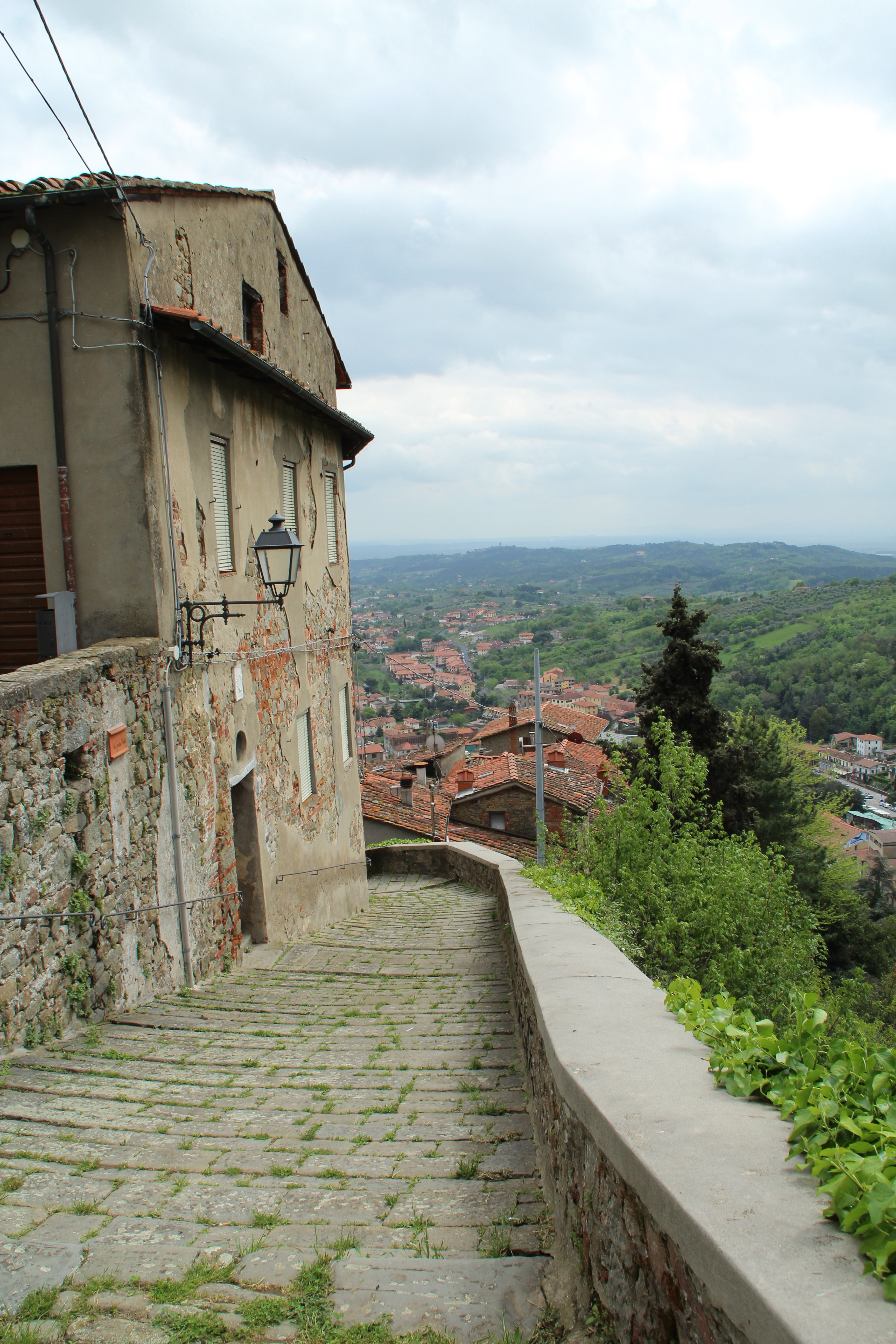
Trap naar het lagere dorpsdeel
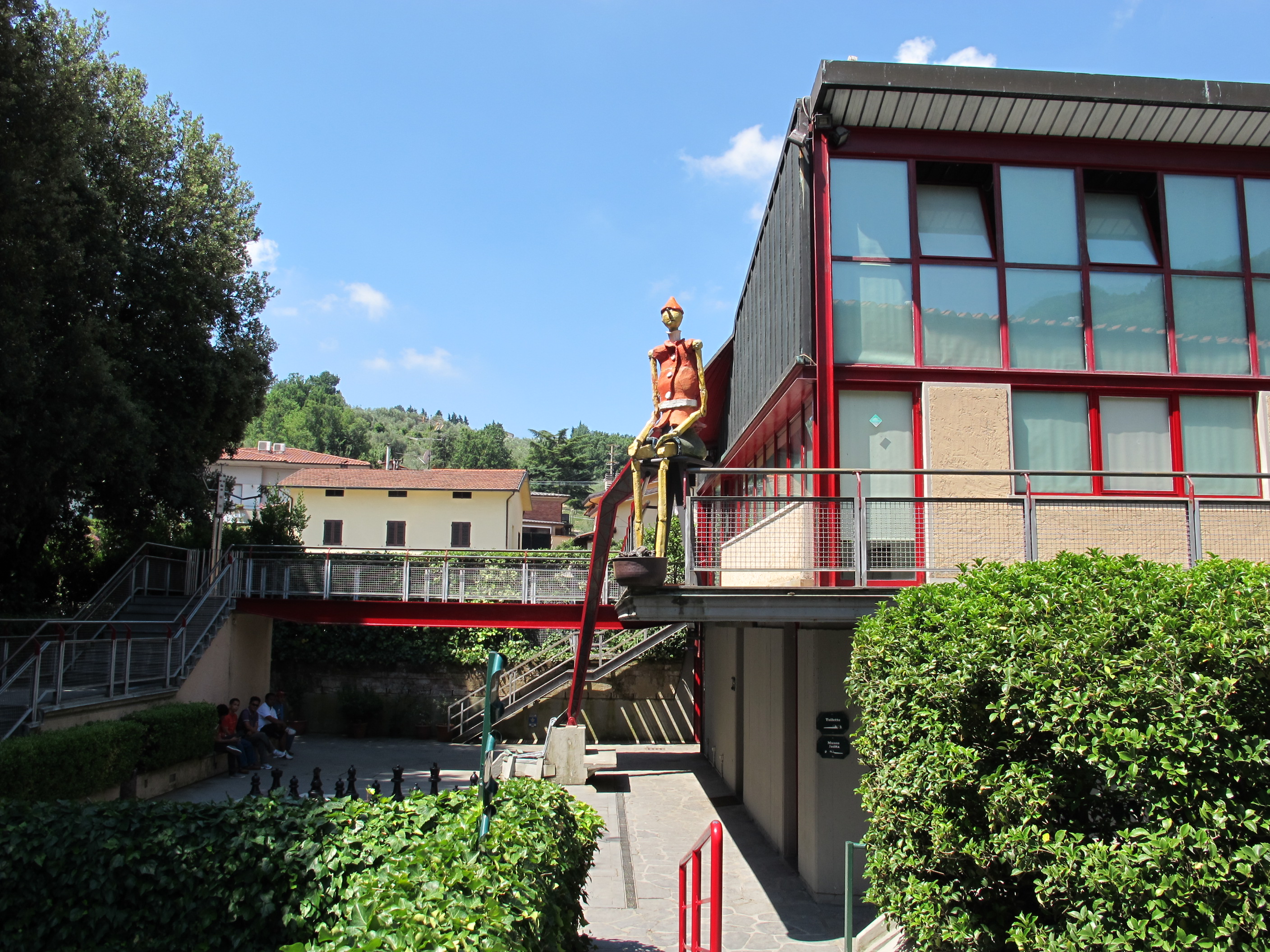
Entree van het Parco di Pinocchio